# Cernay-la-Ville
Cernay-la-Ville là một xã của Pháp, nằm ở tỉnh Yvelines trong vùng Île-de-France.
Các xã giáp ranh: Senlisse về phía bắc-đông-bắc, Choisel về phía đông, Bullion về phía đông nam, La Celle-les-Bordes về phía nam và Auffargis về phía tây.

## Hành chính
| Nhiệm kỳ                    | Tên            |
| 1977-1983                   | Alain Sarzotti |
| 1983-1989                   | Jean Dionisi   |
| 1989-1985                   | Jean Dionisi   |
| 1995-2001                   | Michel Trempu  |
| tháng 3 2001                | René Mémain    |
| Số liệu trước đây không rõ. |                |

## Biến động dân số
| 1800                                             | 1901 | 1946 | 1954 | 1962 | 1968 | 1975 | 1982  | 1990  | 1999  | 2007* |
| ------------------------------------------------ | ---- | ---- | ---- | ---- | ---- | ---- | ----- | ----- | ----- | ----- |
| 388                                              | 741  | 532  | 595  | 561  | 518  | 969  | 1 666 | 1 727 | 1 757 |       |
| Số liệu lấy từ năm 1962: Dân số không tính trùng |      |      |      |      |      |      |       |       |       |       |
| * Điều tranh hàng năm                            |      |      |      |      |      |      |       |       |       |       |